# Urziceni (okręg Satu Mare)
Urziceni (węg. Csanálos) – wieś w Rumunii, w okręgu Satu Mare, w gminie Urziceni. W 2011 roku liczyła 1229 mieszkańców.